# Bromwasserstoffsäure
Bromwasserstoffsäure bezeichnet die Lösungen von gasförmigem Bromwasserstoff (HBr) in Wasser. Die Lösungen reagieren, wie die anderen Halogenwasserstoffsäuren, stark sauer.
In der chemischen Symbolsprache versteht man unter HBr sowohl das Gas wie auch dessen wässrige Lösung. Wo eine Unterscheidung oder eine genauere Kennzeichnung der wässrigen Lösung erforderlich ist, findet man unter Anwendung der Abkürzung aq Bezeichnungen wie z. B. HBr(aq), HBr·aq, HBr aq oder HBraq.

## Eigenschaften
Bromwasserstoffsäure verhält sich sehr ähnlich wie die chemisch verwandte Salzsäure. Ebenso wie der gasförmige Chlorwasserstoff HCl löst sich das farblose Gas HBr leicht in Wasser, dessen Lösungsvermögen bei Standarddruck für HBr mit steigender Temperatur des Wassers abnimmt, bis es der Zusammensetzung des im Folgenden beschriebenen Azeotropes entspricht.
| Temperatur des Wassers in °C | Löslichkeit von HBr in Wasser (Liter HBr/Liter H2O) |
| ---------------------------- | --------------------------------------------------- |
| 0                            | 612                                                 |
| 10                           | 582                                                 |
| 25                           | 533                                                 |
| 50                           | 468                                                 |
| 75                           | 406                                                 |
| 100                          | 345                                                 |

Bei Raumtemperatur erhält man so eine wässrige Lösung mit maximal 65 Prozent HBr (Massenanteil) und einer Dichte von 1,7675 g/cm3. Handelsüblich sind Lösungen mit 40–65 %.
HBr und Wasser bilden (ebenso wie HCl) ein positives Azeotrop bei 47,63 % HBr und 52,37 % H2O, das bei 126 °C siedet; die Dichte dieser Lösung beträgt 1,482 g/cm3.
Durch einfache Destillation lässt sich dieses Verhältnis am azeotropen Punkt nicht mehr verändern, da die flüssige und die Gasphase dieselbe Zusammensetzung haben. Die 48%ige, konstant siedende, Säure ist 8,89 molar.
| Dichte von Bromwasserstoffsäurelösungen bei 20 °C[6] |           |        |        |        |        |        |        |        |
| Konzentration                                        | in Ma.-%  | 10     | 20     | 30     | 40     | 50     | 60     | 65     |
| Dichte                                               | in g·cm−3 | 1,0723 | 1,1579 | 1,2580 | 1,3772 | 1,5173 | 1,6787 | 1,7675 |
Da Bromwasserstoffsäure eine sehr starke Säure ist, liegt das HBr-Molekül in wässriger Lösung nahezu vollständig dissoziiert vor, es ist in das Kation H+ und das Anion Br− gespalten:
{\displaystyle \mathrm {HBr\rightarrow H^{+}+Br^{-}\ } }
Da H+-Ionen in wässriger Lösung nicht isoliert vorliegen, sondern sich mit Wassermolekülen zusammenlagern, schreibt man diese oft annähernd als H3O+. Berücksichtigt man dies, kommt man für die Lösung von HBr in Wasser zu folgender Gleichung.
{\displaystyle \mathrm {HBr+H_{2}O\rightarrow H_{3}O^{+}+Br^{-}\ } }
Das H3O+-Ion bezeichnet man auch als Oxoniumion (frühere Bezeichnungen: Hydroxoniumion oder Hydroniumion).
Ebenso wie die Salzsäure löst Bromwasserstoffsäure die meisten Metalle und Metalloxide unter Bildung von Bromiden. Bromwasserstoffsäure und ihre Dämpfe sind hochkorrosiv. Selbst Edelstahl bildet innerhalb von 24 Stunden „Flugrost“, wenn er in Kontakt mit HBr-Dämpfen ist.
Im Gegensatz zur Salzsäure ist die wirtschaftliche Bedeutung der Bromwasserstoffsäure gering, sie wird in der chemischen Industrie kaum verwendet.